# Brian Robertson
 (janvier 2016).
Si vous disposez d'ouvrages ou d'articles de référence ou si vous connaissez des sites web de qualité traitant du thème abordé ici, merci de compléter l'article en donnant les références utiles à sa vérifiabilité et en les liant à la section « Notes et références ».
Ne doit pas être confondu avec Bryan Robertson.
Brian Robertson (né le 12 février 1956 dans le East Renfrewshire) est un guitariste écossais, connu pour son travail avec Motörhead et Thin Lizzy.

## Discographie

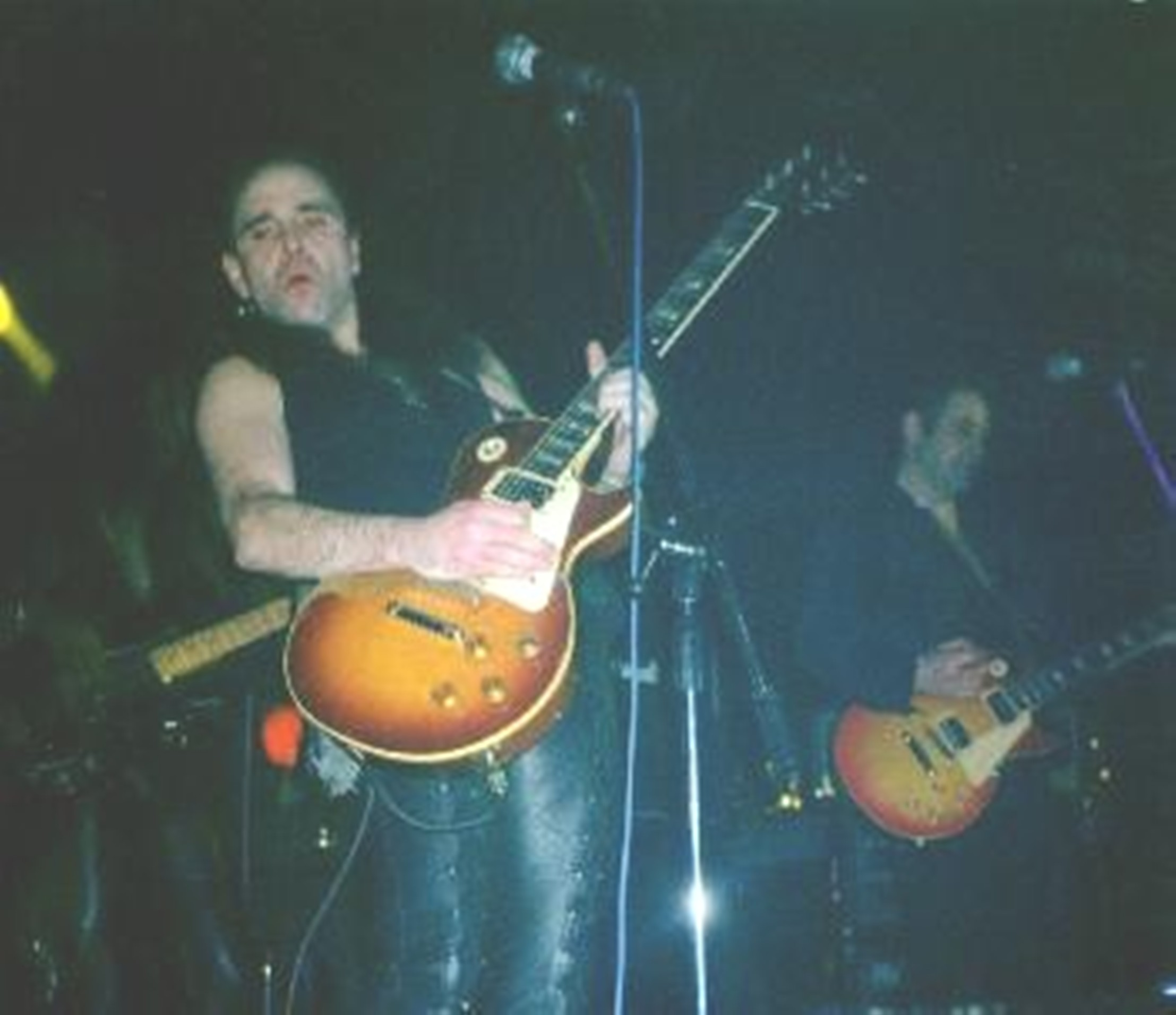
Brian Robertson jouant dans un groupe en hommage à Thin Lizzy en novembre 2007 à Nottingham.

Avec Thin Lizzy
- Nightlife (1974)
- Fighting (1975)
- Jailbreak (1976)
- Johnny the Fox (1976)
- Bad Reputation (1977)
- Live and Dangerous (1978)

Avec Wild Horses
- Wild Horses (1980)
- Stand Your Ground (1981)

Avec Motörhead
- Another Perfect Day (1983)
- No Remorse (1984)

Avec The Clan
- That's All.... 1995

Avec The Bitter Twins
- Global Panic! (2009)

Solo
- Diamonds and Dirt (2011)

1. Diamonds and Dirt
2. Passion
3. It's Only Money
4. Mail Box
5. Running Back
6. Texas Wind
7. Devil in My Soul
8. Do It Till We Drop (Drop It)
9. Blues Boy
10. That's All!
11. 10 Miles to Go on a 9 Mile Road
12. Running Back (Slow Version)
13. Ain't Got No Money